# فلاديمير تشوتشيلوف
فلاديمير تشوتشيلوف Vladimir Chuchelov (ولد في 28 سبتمبر 1969 في موسكو) لاعب شطرنج بلجيكي يحمل لقب أستاذ كبير.

## إنجازات
- فاز ببطولة بلجيكا للشطرنج عام 2000.
- دخل قائمة أفضل مائة لاعب شطرنج في العالم أربع مرات.
- بلغ أفضل تصنيف إيلو خاصته 2608 نقطة.
- عمل مدرباً لاثنين من أهم اللاعبين في العالم وهما : الأمريكي فابيانو كاروانا خمس سنوات، وأنيش غيري أربع سنوات. وحالياً يدرب بطلة العالم هو إيفان.

## ألقاب
- نال لقب أستاذ كبير عام 1995.

## روابط خارجية
- فلاديمير تشوتشيلوف على موقع الاتحاد الدولي للشطرنج (الإنجليزية)
- فلاديمير تشوتشيلوف على موقع مباريات الشطرنج (الإنجليزية)
- فلاديمير تشوتشيلوف على موقع 365Chess.com (الإنجليزية)
- فلاديمير تشوتشيلوف على موقع Chesstempo.com (الإنجليزية)